# Mario Peñalver
Mario Ernesto Peñalver Ibáñez (Jovellanos, 6 gennaio 2003) è un calciatore cubano, difensore del Municipal Jalapa e della nazionale cubana.

## Carriera

### Club
Peñalver è cresciuto nel settore giovanile del Matanzas. Nel 2023 ha firmato con i guatemaltechi del Deportivo Mixco.

### Nazionale
Nel 2022 ha partecipato al campionato nordamericano Under-20 con la rispettiva selezione giovanile cubana.
Il 16 novembre 2022 ha debuttato con la Nazionale maggiore nell'amichevole vinta 4-2 contro la Repubblica Dominicana. Nel 2023 è stato incluso nella lista dei convocati per la CONCACAF Gold Cup.

## Statistiche

### Cronologia presenze e reti in nazionale
| Cronologia completa delle presenze e delle reti in nazionale ― Cuba | Cronologia completa delle presenze e delle reti in nazionale ― Cuba | Cronologia completa delle presenze e delle reti in nazionale ― Cuba | Cronologia completa delle presenze e delle reti in nazionale ― Cuba | Cronologia completa delle presenze e delle reti in nazionale ― Cuba | Cronologia completa delle presenze e delle reti in nazionale ― Cuba | Cronologia completa delle presenze e delle reti in nazionale ― Cuba | Cronologia completa delle presenze e delle reti in nazionale ― Cuba |
| Data                                                                | Città                                                               | In casa                                                             | Risultato                                                           | Ospiti                                                              | Competizione                                                        | Reti                                                                | Note                                                                |
| ------------------------------------------------------------------- | ------------------------------------------------------------------- | ------------------------------------------------------------------- | ------------------------------------------------------------------- | ------------------------------------------------------------------- | ------------------------------------------------------------------- | ------------------------------------------------------------------- | ------------------------------------------------------------------- |
| 16-11-2022                                                          | Santiago de los Caballeros                                          | Rep. Dominicana                                                     | 2 – 4                                                               | Cuba                                                                | Amichevole                                                          | -                                                                   | 70’ 82’                                                             |
| 19-11-2022                                                          | Cristóbal                                                           | Rep. Dominicana                                                     | 1 – 1                                                               | Cuba                                                                | Amichevole                                                          | -                                                                   | 61’                                                                 |
| 26-3-2023                                                           | Bridgetown                                                          | Barbados                                                            | 0 – 1                                                               | Cuba                                                                | CONCACAF Nations League 2022-2023 - Fase a gironi                   | -                                                                   | 75’                                                                 |
| 24-3-2023                                                           | Santiago di Cuba                                                    | Cuba                                                                | 1 – 0                                                               | Guadalupa                                                           | CONCACAF Nations League 2022-2023 - Fase a gironi                   | -                                                                   | 85’                                                                 |
| 12-6-2023                                                           | Concepción                                                          | Cile                                                                | 3 – 0                                                               | Cuba                                                                | Amichevole                                                          | -                                                                   | 72’ 87’                                                             |
| 5-7-2023                                                            | Houston                                                             | Canada                                                              | 4 – 2                                                               | Cuba                                                                | Gold Cup 2023 - 1º turno                                            | -                                                                   | 56’ 77’                                                             |
| Totale                                                              |                                                                     | Presenze                                                            | 6                                                                   |                                                                     | Reti                                                                | 0                                                                   |                                                                     |